# Ptychamalia perlata
Ptychamalia perlata är en fjärilsart som beskrevs av W. Warren 1900. Ptychamalia perlata ingår i släktet Ptychamalia och familjen mätare. Inga underarter finns listade.